# Raymond Vroncourt
Raymond Vroncourt (à l'état civil, Charles Jean Marie Raymond de la Ville) (Langres, 24 août 1883 - Dax, 20 septembre 1956), est un écrivain et photographe français.

## Biographie
Raymond Vroncourt est le père de Séverin de Rigné

## Collections
- Bibliothèque nationale de France
- Bibliothèque royale (Pays-Bas)

## Publications
- Huysmans et l’âme des foules de Lourdes